# Pantonyssus flavipes
Pantonyssus flavipes är en skalbaggsart som beskrevs av Fisher 1944. Pantonyssus flavipes ingår i släktet Pantonyssus och familjen långhorningar.
Artens utbredningsområde är Venezuela. Inga underarter finns listade i Catalogue of Life.